# Rhombodera extensicollis
Rhombodera extensicollis – gatunek modliszki  z rodziny Mantidae, występujący w Indomalajach, opisany przez Jeana Guillaume’a Audineta Serville’a w 1839 roku.